# تيودورا صاوه
تيودورا صاوه (بالرومانية: Teodora Sava)‏ هي مغنية رومانية، ولدت في 27 نوفمبر 2001 في بياترا نيامتس في رومانيا.